# آصف احمد علی
آصف احمد علی (انگلیسی: Aseff Ahmad Daula؛ زادهٔ ۲۱ اکتبر ۱۹۴۰ – ۱۹ مهٔ ۲۰۲۲) سیاست‌مدار اهل پاکستان بود. وی از سال ۱۹۹۳ تا سال ۱۹۹۶ وزیر امور خارجه پاکستان بوده‌است.